# Культура Буни
Культура Буни — доисторической глиняная гончарная культура, которая процветала в прибрежных районах северной части Западной Явы, Джакарте и Бантене около 400 г. до н.э. до 100 г. н.э. и, вероятно, сохранилась до 500 г. н.э. Культура была названа в честь своего первого обнаруженного археологического памятника, деревни Буни в Бабелане, Бекаси, к востоку от Джакарты.
Культура Буни известна своей своеобразной глиняной посудой с резными геометрическими украшениями, а также тем фактом, что в ней появились первые индийские керамические изделия типа, известного как «rouletted ware», зарегистрированные в Юго-Восточной Азии. Позднее появились глиняные гончарные изделия, образцы которых найдены в Аньере и Чиребоне. Артефакты, такие как сосуды для еды и напитков, датированные 400 годом до н.э. до 100 г. н.э. были найдены, в основном, как погребальные подарки.

## Характеристики
Есть эксперты, которые описывают культуру буни как прото-батави, а не прото-яванцев. Батави относится к малайскому языку, на котором говорят в Джакарте. Также предполагается, что сама культура начиналась как доисторическое сообщество, но превратилась в другую культуру, поскольку она ассимилировала индуизм в четвертом и пятом веках нашей эры. Эти две культуры, разделенные на 100-200 лет, отражены в храмовом комплексе, построенном в Батуджае, и индуистском храмовом комплексе, построенном позже. Эти две культуры не могут рассматриваться по отдельности из-за их неразрывности.
Культура глиняной посуды Буни имеет сходство со стилями Са Хуанх во Вьетнаме и регионах Южно-Китайского моря, а также со стилем глиняной посуды, найденной в Плавангане на севере центральной Явы. Были обнаружены гончарные изделия, такие как глиняная посуда, горшки, банки с водой и другие предметы повседневного спроса.
Также можно найти мегалитические останки, такие как бусы в качестве подарков на погребение, а также менгиры и каменные столы. Люди, которые создавали культуру Буни, установили торговлю с иностранцами. Это подтверждается существованием индийской посуды типа «roulette», обнаруженной в Кобак-Кендале и Сибутаке, которая датируется первым и вторым столетием нашей эры. Королевство Таруманагара, вероятно, является преемником культуры Буни после принятия индуизма. Остатки глиняной посуды Буни были также обнаружены на археологических раскопках в Батуджая и на участке Кендалджая в Караванге.

## Артефакты

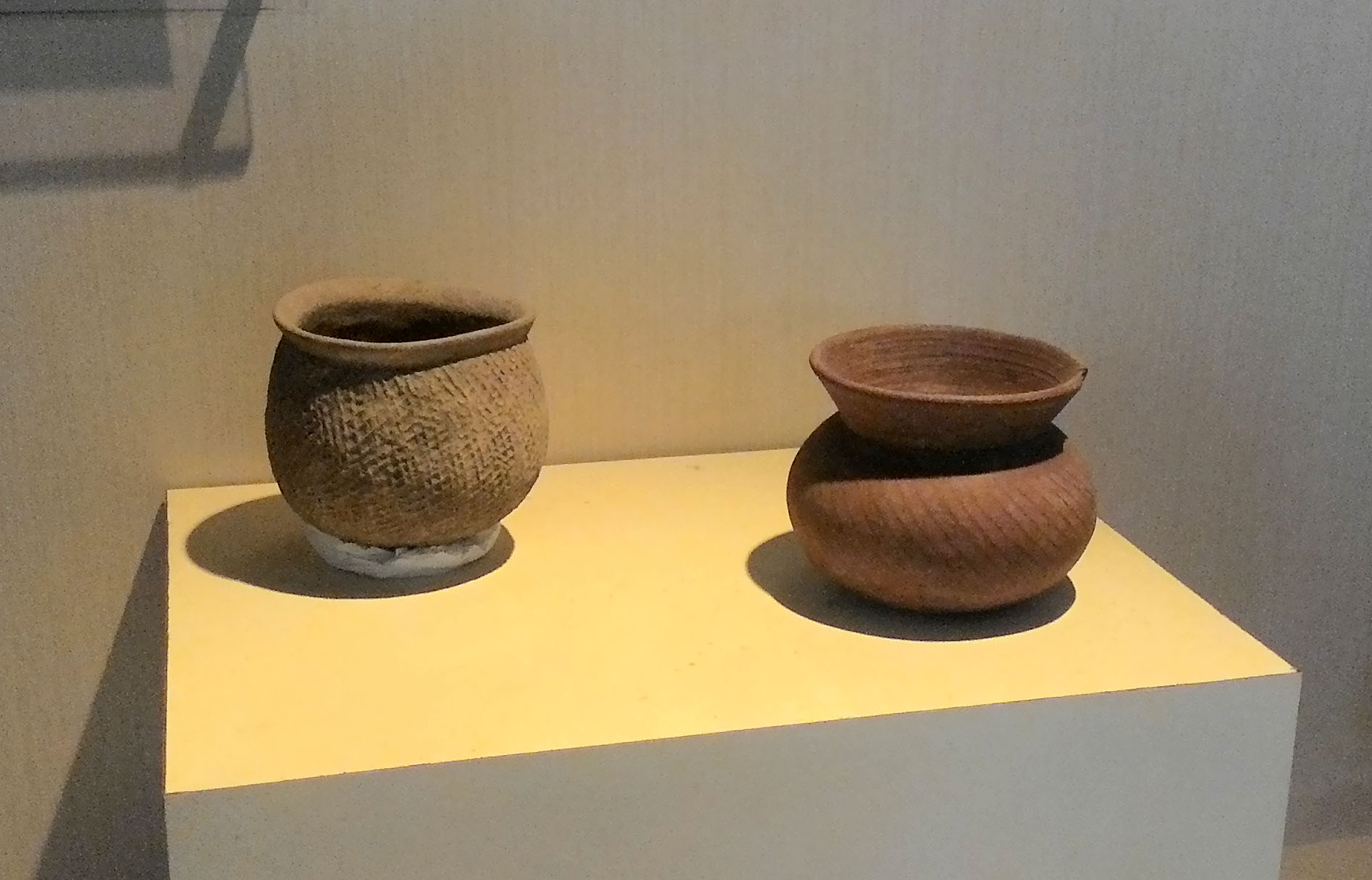
контейнеры
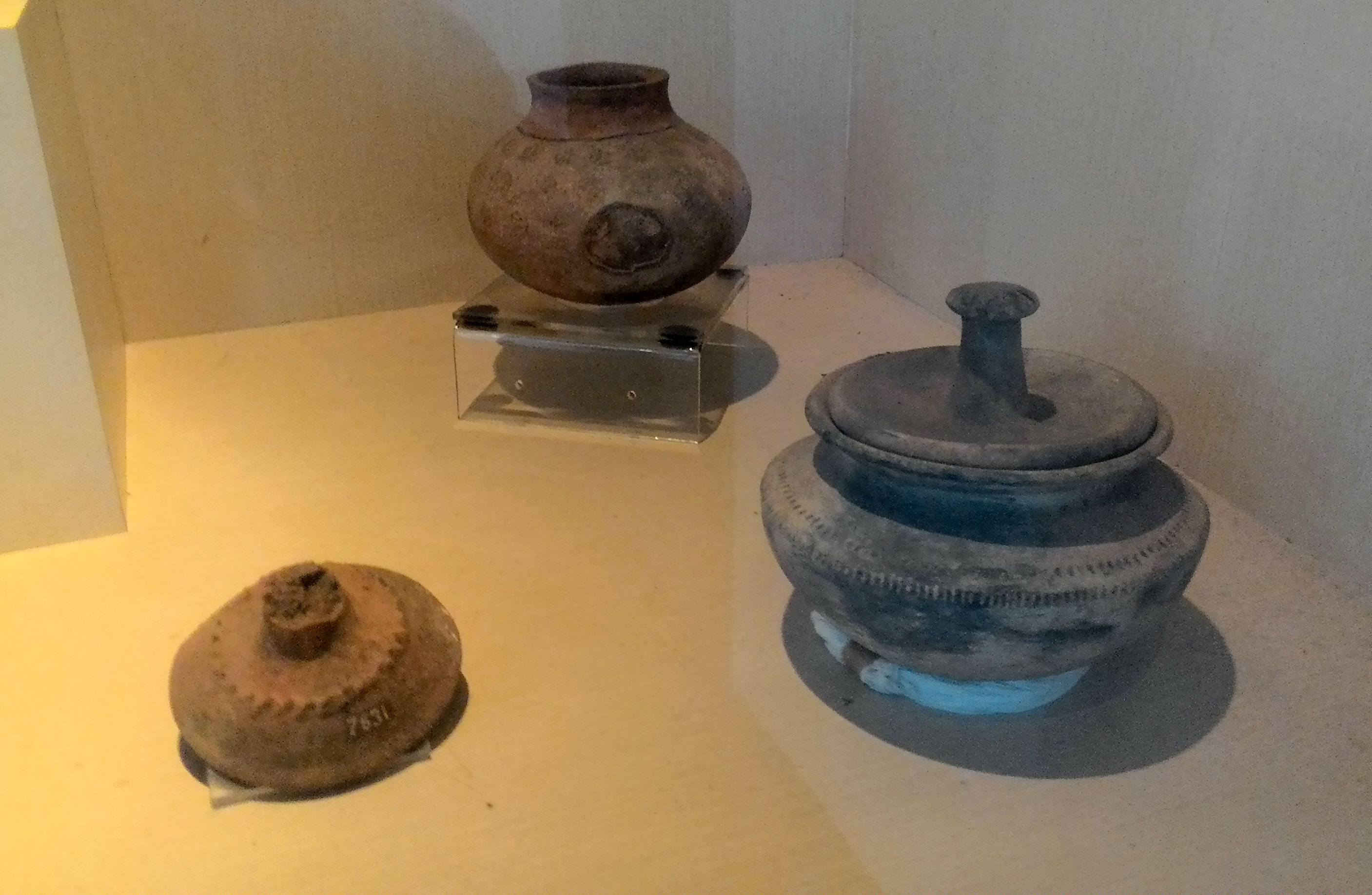
Контейнеры с крышками
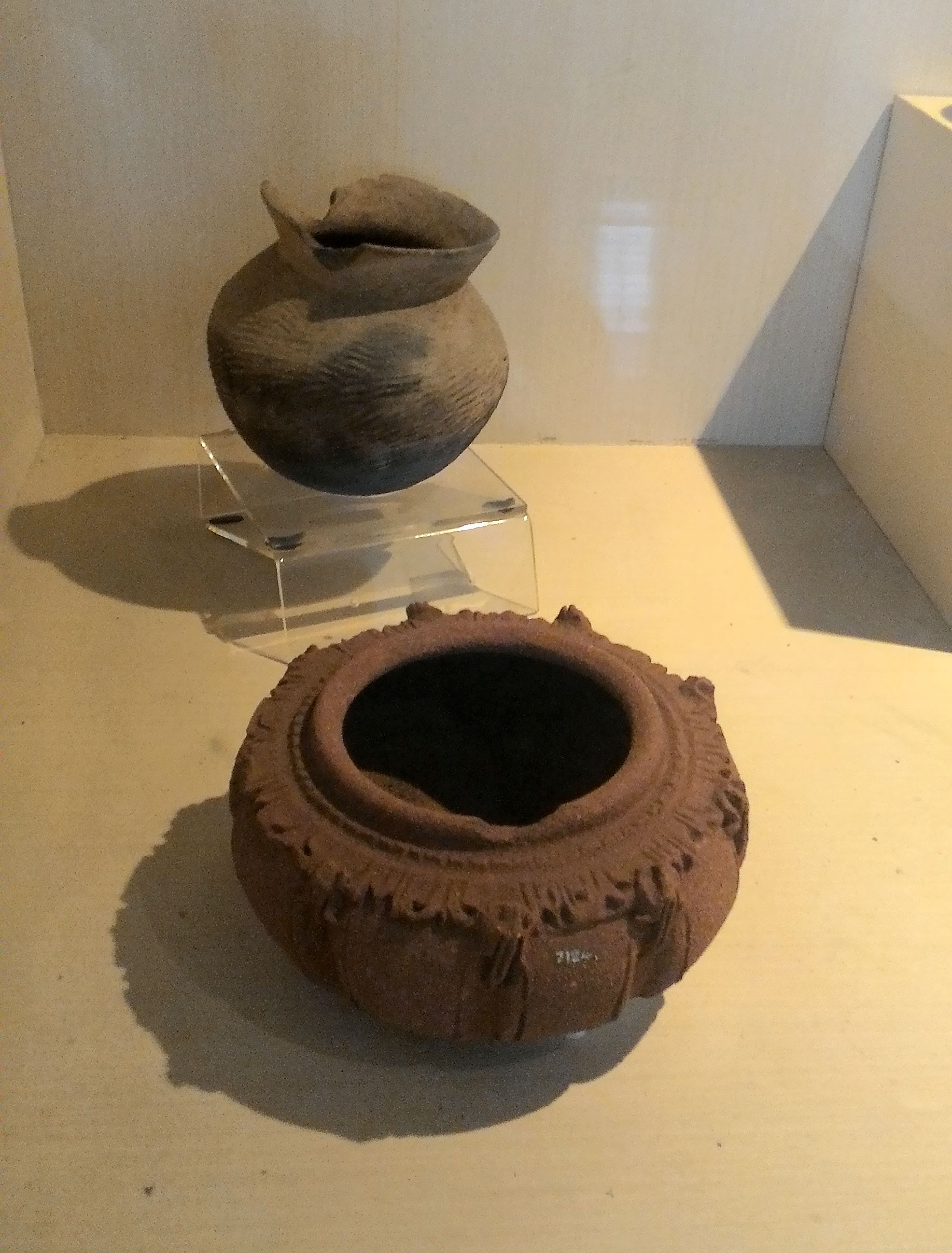
Баночки